# Wittinsburg
Wittinsburg é uma comuna da Suíça, situada no distrito de Sissach, no cantão de Basileia-Campo. Tem 3,21 km² de área e sua população em 2018 foi estimada em 424 habitantes.